# Romuli
Romuli là một xã thuộc hạt Bistrița-Năsăud, România. Dân số thời điểm năm 2002 là 1762 người.